# Boues d'épuration

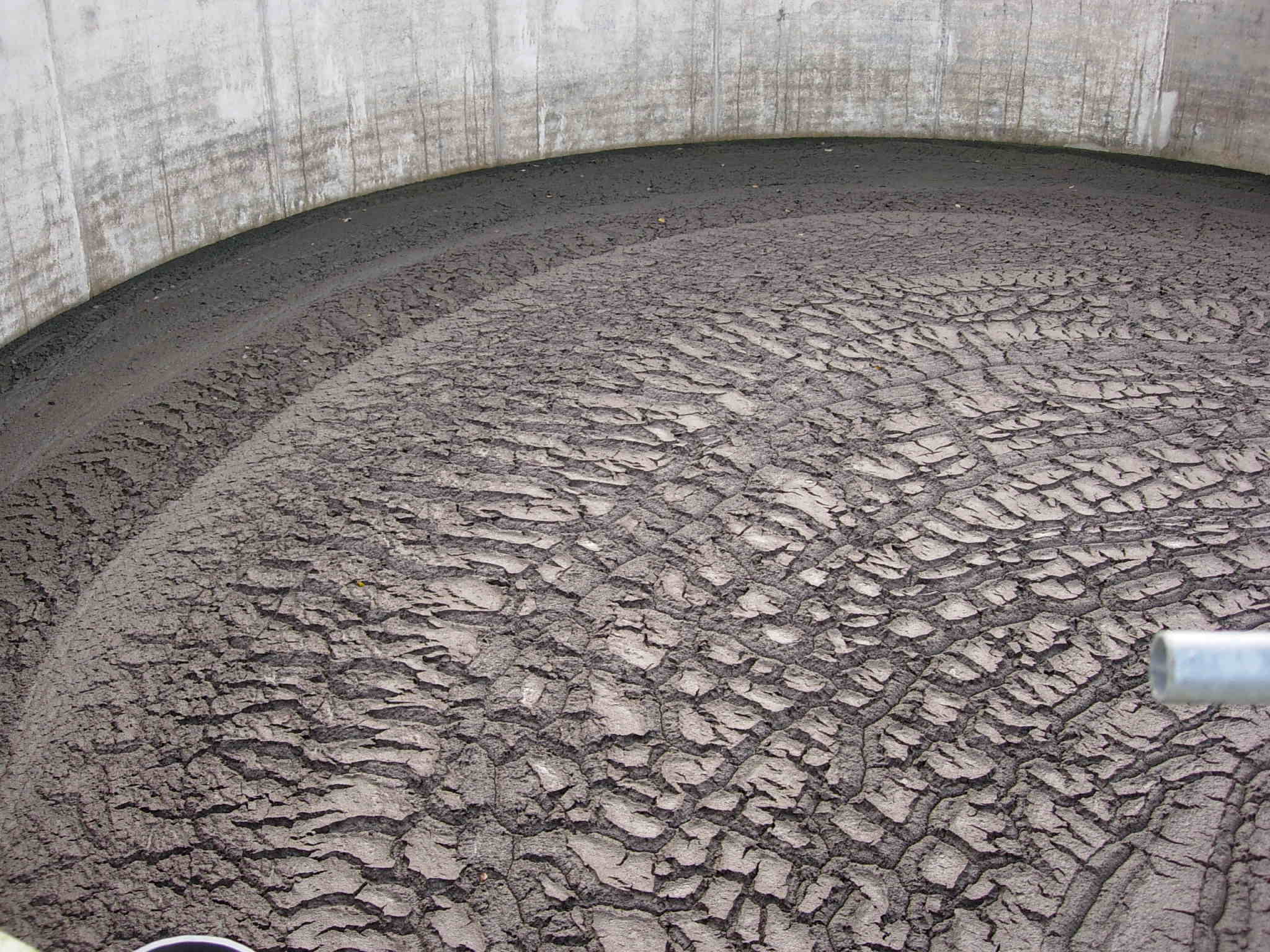
Boues d'épuration, stockées en silo.

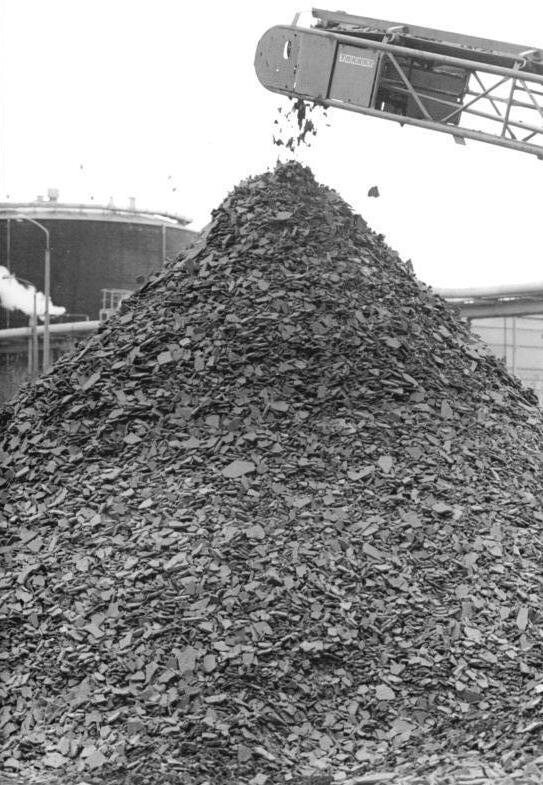
Mise en tas de fragments de galettes de boue d'épuration pressée, dans la station d'épuration d'une usine de BASF en Allemagne, en 1990.

Les boues d'épuration (urbaines ou industrielles) sont le principal déchet produit par une station d'épuration à partir des effluents liquides. Ces sédiments résiduaires sont surtout constitués de matière organique (bactéries mortes) de matière organique animale, végétale et minérale humide. Une installation moyenne de gestion des eaux usées produit environ 40 g de matière sèche par jour et par habitant.
D'une manière générales les eaux usées entrant dans une station d'épuration prennent le nom de « boue ». Les boues passent par différents stades et prennent différents noms (boues primaires, boues secondaires, etc.).
L'expression plus largement peut désigner toutes boues provenant d'un système d'épuration industriel incluant les résidus d'épuration des fumées, du traitement des eaux acides, etc.
En 2025 au Canada, le Québec prolonge jusqu’en 2028 l’interdiction d’importer des boues d’épuration pour l’agriculture et impose des seuils de contamination aux PFAS afin de mieux encadrer l’épandage des matières résiduelles fertilisantes.

## Types de boues résiduaires et d'épuration
Parmi les boues faisant l'objet d'une gestion, dans l'Union européenne, depuis 1986 on distingue explicitement :
- les boues résiduaires issues de stations d'épuration traitant des eaux usées domestiques ou urbaines (STEP) et d'autres stations d'épuration traitant des eaux usées de composition similaire aux eaux usées domestiques et urbaines ;
- les boues résiduaires de fosses septiques et d'autres installations similaires pour le traitement des eaux usées ;
- les boues résiduaires issues de stations d'épuration autres que celles visées aux points ci-dessus (stations d'épuration industrielles présentant des risques spécifiques).

La notion de « boues traitées » désignant des boues traitées « par voie biologique, chimique ou thermique, par stockage à long terme ou par tout autre procédé approprié de manière à réduire, de façon significative, leur pouvoir fermentescible et les inconvénients sanitaires de leur utilisation ».
On distingue différents types de boues selon les moyens pratiqués pour les séparer de l'eau du milieu boueux.
- Les boues primaires : Ce sont les dépôts récupérés par une simple décantation des eaux usées (dans les décanteurs par exemple). Elles présentent des concentrations élevées en matières minérales (sable, terre…) mais aussi en matière organique boueuse physico-chimique.
- Les boues biologiques : Cette expression désigne les boues qui résultent d'un traitement dit "biologique" ; par l'oxygénation vigoureuse du milieu par des aérateurs ou surpresseurs (elles sont en grande partie constituées de cadavres de microorganismes aérobies).
- Les boues physico-chimiques : elles ressemblent aux boues primaires sauf que durant le traitement de l'eau usée, il a été rajouté un réactif (sels de fer, d'aluminium, et autres agents floculants) pour agglomérer les fines particules et améliorer la décantation.

On distingue aussi :
- Les boues mixtes constituées d'un mélange de boues primaires et secondaires, elles proviennent de la plupart des stations de traitement complètes.
- Les boues d'aération prolongée, obtenues sans décantation primaire avec des matières polluantes intensivement aérées. Les boues sont peu concentrées, moins organiques et donc moins susceptibles de produire des nuisances.

Aux États-Unis et au Canada quand les boues sont traitées et respectent la réglementation pour leur utilisation sur les sols agricoles elles sont souvent désignées par le terme « biosolid(e)s » ,.

## Caractéristiques

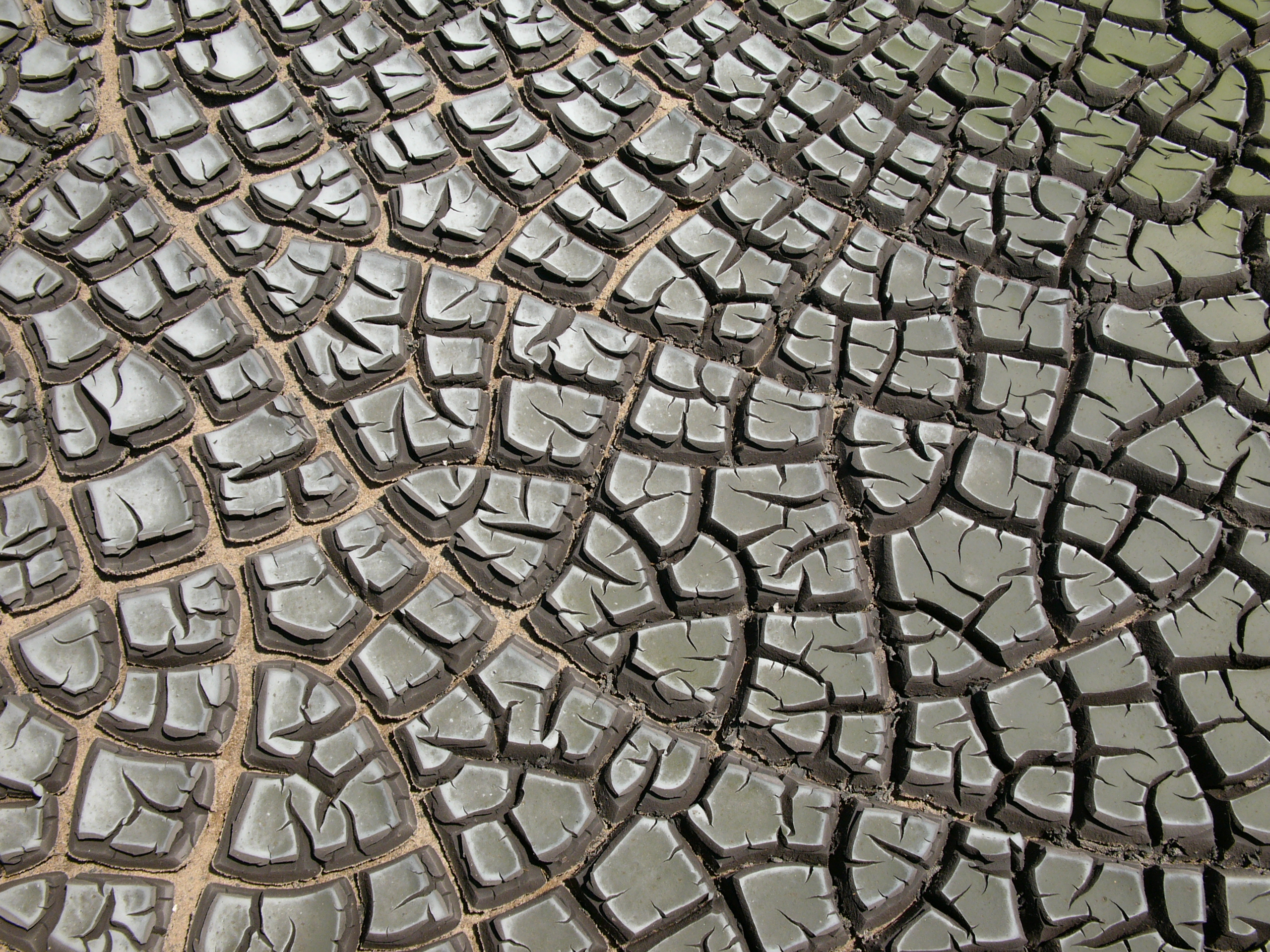
Boue en cours de déshydratation à l'air libre

Une boue est aussi représentée par plusieurs données numériques qui permettent de la caractériser.
- La siccité ou matière sèche : est le pourcentage massique de matière. Ainsi une boue avec une siccité de 10 % présente une humidité de 90 %. La matière sèche des boues est principalement constituée de matières organiques et des matières minérales.

- Le taux de matières volatiles sèches (MVS) : ce taux permet de connaître la part de matière sèche constituée par des matières organiques facilement biodégradables et donc la stabilité d'une boue. Plus le taux de MVS est élevé plus les boues sont susceptibles de fermenter rapidement et donc de produire du biogaz.

- La consistance est un état physique dépendant de la siccité :
  - Boues liquides / siccité de 0 à 10 %
  - Boues pâteuses / siccité de 10 à 25 %
  - Boues solides / siccité de 25 à 85 %
  - Boues sèche / siccité supérieure à 85 %

Selon les traitements d'épuration appliqués les boues ont des caractéristiques différentes :
- Lit bactérien : siccité 2 à 5 % ; MVS 60 à 70 % (aucune station est équipée de lit bactérien)
- Lagunage naturel : siccité 5 à 10 % ; MVS 30 à 60 %
- Décanteur-digesteur : siccité 4 à 7 % ; MVS 40 à 60 %
- Boues du bassin d'aération en station à boue activée (le brassage d'aération du bassin tue le processus de méthanisation du milieu) ce qui rend la boue inerte : siccité 0,4 à 0,6 % ; MVS … %
- Boues du clarificateur en station à boue activée (le brassage d'aération du bassin tue le processus de méthanisation du milieu) : siccité 1 % ; MVS … %

## Traitements

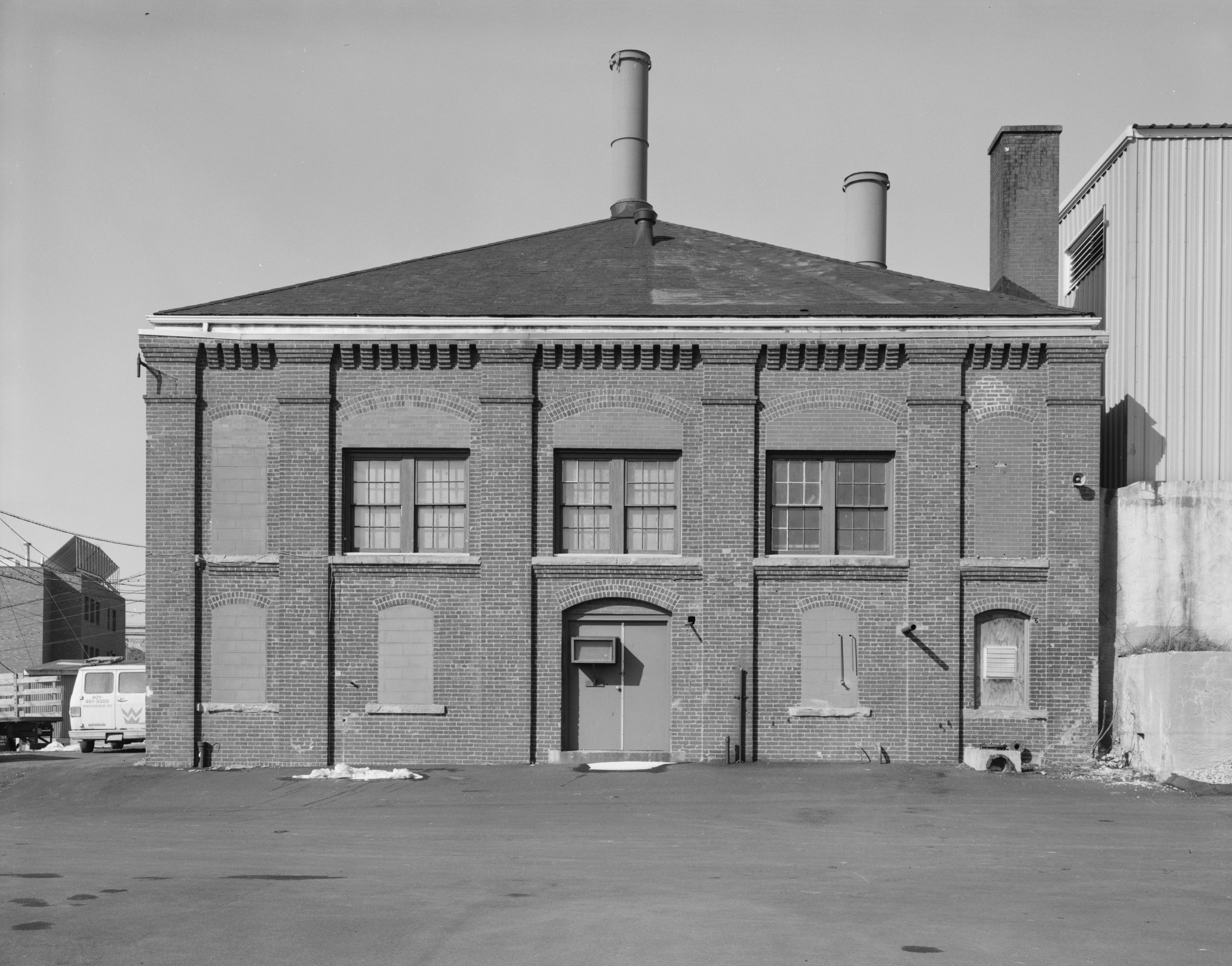
Bâtiment abritant une presse destinée à déshydrater des boues d'épuration et à les rendre pelletables

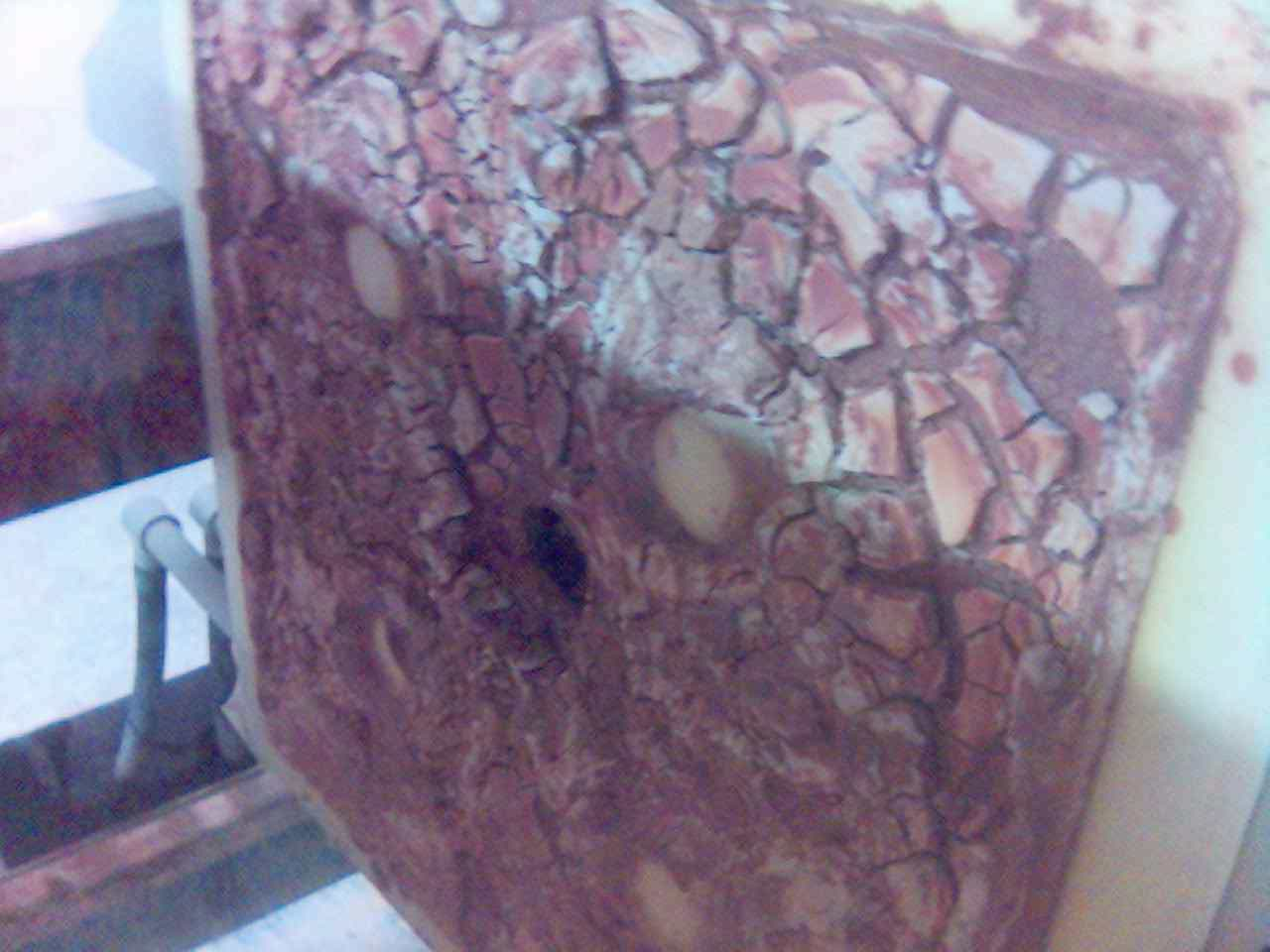
Plaque de boue déshydratées, à l'ouverture du filtre-presse

Les boues subissent plusieurs traitements tels que :
- le conditionnement : il permet la stabilisation des boues (des boues stables sont des boues non fermentescibles).
- l'hygiénisation par compostage ou adjonction de chaux, de nitrites, et par séchage[8] et parfois par bioséchage.

Ces opérations impliquent des méthodes physiques (thermique) et/ou chimiques (ajout de réactifs minéraux, de polymères de synthèse ou de poly-électrolytes), puis l'épaississement va réduire le volume des boues par tassement naturel ou mécanique (séchage, drainage, etc.).
- déshydratation (par centrifugation, filtre-presse, filtre à bandes presseuses, électro-déshydratation, lit de séchage planté de roseaux[9]…). Elle libérera une grande partie de l'eau constituant l'essentiel du volume des boues. Les boues sont ensuite au vu de leur toxicité ou degré d'innocuité pour l'environnement stockées ou brûlées en incinérateurs ou cimenteries (ce qui réduit légèrement la consommation de clinker et de matière première issue de carrière, des tests ayant été faits avec 5, 10 et 20 % de clincker substitué par des boues[10], selon Naamane & al., 2013. « L'introduction de la boue brute ou lavée dans le ciment a augmenté d'une part, le taux de la chaux libre du ciment, amélioré le rendement des broyeurs et augmenté la surface spécifique de Blaine. D'autre part, elle a influencé de façon néfaste sur le temps de prise et les résistances mécaniques. Les meilleurs résultats sont obtenus pour la substitution du calcaire par 20 % de boue lavée à 28 jours »[10]).

## Principaux débouchés
Les boues peuvent contenir des métaux et traces de produits toxiques, mais contiennent du carbone organique et ont des vertus fertilisantes (en France elles sont à plus de 70% valorisées sur les sols agricoles). Elles peuvent aussi être méthanisées pour produire du biogaz (valorisé en électricité ou chaleur ; le digestat étant souvent ensuite utilisé comme fertilisant, car encore riche en azote et en phosphore). Les boues peuvent aussi être incinérées, seules ou avec des ordures ménagères.
Aux États-Unis, l'épandage de boues liquides a été pratiqué durant plus de 30 ans en forêt, mais a été suspecté d'être à l'origine de certaines pollutions ou zoonoses, voire d'avoir été à l'origine de la maladie à prion (CWD, chronic wasting disease) qui touche un nombre croissant de cervidés dans une dizaine d'États, s'étendant au Canada et depuis peu au nord de l'Europe.
En Europe, l'épandage sur champs domine, mais depuis les années 1970, de nombreuses expérimentations ont eu lieu en forêt, sous le couvert ou avant régénération artificielle.
En France, en 2014, une enquête Irstea-Onema sur les impacts environnementaux des filières de traitement et de valorisation/élimination des boues d’épuration issues du traitement des eaux usées (STEU) a évalué la production de 3 153 filières de traitement de ces boues opérant de manières très variées dans 71 départements français (« 104 filières de traitement des boues différentes ont été identifiées pour un total de 244 filières boues « complètes » (traitement + élimination/valorisation) différentes »). Cette étude a estimé que pour 3 678 STEU étudiées représentant « 53% des STEU, 92% de la population en EH et 87% des boues évacuées référencés dans la base de données sur les eaux résiduaires urbaines du Ministère de l’Ecologie, du Développement Durable et de l'Energie (MEDDE) », correspondant à environ 59 154 430 équivalent-habitants (EH) ont produit et évacué 590 604 tonnes (matière sèche) de boues évacuées. 
La plupart des boues étaient autrefois épandues sur champs, sauf en période de gel.
- Des expériences, par exemple conduites par l'ONF et le SIAAP (syndicat interdépartemental pour l'assainissement de l'agglomération parisienne) ont aussi testé l'épandage en forêt (ex : forêt de Chantilly)[13] dès le début des années 1970 (avec constat d'impacts floristiques significatifs). À partir de 1999 le réseau national ERESFOR, fait des tests avec l'INRA (qui a publié en 2006 ses résultats et formulé des recommandations). Le réseau RENECOFOR a expérimenté l'épandage en Franche-Comté. Au moins deux expérimentations associent le Cemagref (aujourd'hui Irstea) sur les sols sableux de la forêt des Landes à Facture. Une expérience a utilisé les boues de Ginestous à Toulouse, mais conclue par un échec. Les taillis à courte rotation ont été supposés intéressant pour l'épandage, mais France nature environnement, dans le cadre du PEFC notamment, a estimé que l'épandage en forêt comporte trop de risque et qu'il est à proscrire, car il est impossible de savoir quels composés chimiques ou à risque biologique ont pu contaminer les eaux usées, ni en quelle quantité.
- Utiliser des boues en « reconstitution de sol »[14], par exemple pour revégétaliser ou paysager d'anciennes carrières, déblais / remblais, talus, pistes de ski…, est interdit par la réglementation, dans l'attente d'un arrêté fixant des prescriptions techniques[15], mais il existe des expériences « clandestines »[16].
- Comme dans toute l'Europe, un agriculteur acceptant l'épandage de boues sur ses parcelles, doit justifier d'un accord écrit entre lui et le producteur de boues attestant notamment, de la régularité du plan d'épandage au regard de la réglementation[17].

En 2001, selon l'IFEN, 50 % des boues d'épuration en France avaient des usages agricoles (auxquelles s'ajoutent 6 % de valorisation agricole sous forme de compost, 24 % finissant en décharges contrôlées et 17 % incinérées. Au total, ces boues ne comptaient que pour 1 à 2 % des épandages agricoles, 98 % des épandages étant des fumiers et lisiers issus d'élevages nationaux (et parfois dans le nord de la France venant d'élevages belges n'ayant plus assez de place ou d'autorisation d'épandage en Belgique).
En 2002, la mise en décharge de boues est interdite, sauf s'il s'agit de déchets ultimes (les cendres d'incinération de boues y sont aussi acceptées). Dans les années 2000-2009, 20 % des boues produites (classées déchets) étaient envoyées en centre d'enfouissement technique (CET) de classe II, à condition de contenir au moins 30 % de matière sèche.
En 2019, 30 % des boues de STEP (soit 3 Mt) retournent au sol après co-compostage avec des biodéchets/déchets verts, ce qui est peu comparativement aux effluents d'élevages (plus de 200 Mt/an dont 95% épandus sur sols agricoles). 40 autres pour cent des boues de STEP sont épandues directement (4 Mt) alors que 28% sont incinérées et 2% sont stockées (c'est-à-dire enfouies). Environ 1 % de la surface agricole utile (SAU) est chaque année amendée par des boues ou compost de boues/déchets verts.

## Risques sanitaires (infectieux, toxiniques, écotoxiques) et écologiques
En 1986 une directive a fixé de premières règles européennes de gestion des boues, mais avant qu'on ne connaisse bien les impacts écologiques des boues.
Depuis cette époque, la science a progressé, et la composition de boues a changé (par exemple elles contiennent moins de mercure ou de plomb, mais beaucoup de nouveaux micropolluants, biocides, adjuvants, micro- et nanoplastiques (MNP), médicaments et résidus médicamenteux et leurs métabolites, (dont nonylphénols, platinoïdes), radionucléides, microbes antibiorésistants…).
En 1997, la France a créé une « cellule de veille sanitaire vétérinaire » sur les épandages de boues d'épuration, cofinancée et animée par l'ADEME avec l'École nationale vétérinaire de Lyon. De 1997 à 2009, elle a reçu 51 appels, dont 18 concernant une suspicion de cas d'épandages de boues ayant causé des pathologies animales ; aucun de ces liens n'a pu être démontré. Le manque de traçabilité des filières notamment pour le compost pose aussi problème ; l'engagement n°260 du Grenelle de l'environnement demande de « négocier un cadre de cohérence à l'échelle nationale et des engagements contractuels locaux entre État, collectivités, professionnels agricoles et producteurs agro-alimentaires pour assurer la qualité sanitaire et environnementale des composts et assurer des débouchés et une traçabilité des produits ». L'Ademe estime que le risque de dépassement de seuils est rare à 10 ans pour les métaux lourds mais qu'il existe à 100 ans car ils s'accumulent dans le sol.
En 2008, année de publication d'une directive déchets concernant notamment les boues, la DG Environnement a missionné trois bureaux d'études pour faire le point sur les impacts environnementaux et socioéconomiques de l'épandage de boues. Un premier rapport a synthétisé les connaissances disponibles. Un autre a évalué un scénario de base, et les opportunités (« opportunities »). Ces travaux ont été envoyés aux parties prenantes le mi-2009 ; il était question de préparer une Directive boues, une directives biodéchets et une directive sols (finalement bloquée par plusieurs pays). Ce bilan a montré que :
- de 1995 à 2006 la quantité de boue produite en Europe a beaucoup augmenté, atteignant en 2006 8 874 862 t/an de boues sèches pour l'UE-15, dont 3 728 638 t/an (42 %) étaient épandues sur des sols agricoles ;
- l'Allemagne était le pays produisant le plus de boues (2 056 486 t/an) mais en épandait peu (29 %), alors que la France, en troisième position derrière le Royaume-Uni avec 1 125 000 t/an de boues produites, était le pays qui en épandait le plus (70 % environ)[29] ; les régions Bruxelles-capitale et flamande, en Belgique, les Pays-Bas, la Pologne ou la Grèce n'épandaient pas de boues sur sol agricole ou venaient ce cesser cette pratique, alors que le Royaume-Uni augmentait ses épandages[29]. Les boues ne représentaient toutefois que 5 % environ du total des amendements organiques apportés au sol, et moins de 5 % des terres agricoles de l'UE en recevait.

Les principaux risques sont induits par :
- les métaux : ni le compostage ni la méthanisation n'élimine les métalloïdes toxiques ou les métaux lourds (sauf pour une partie, volatile, du mercure). Des polluants organiques ou organométalliques faiblement biodégradables (dioxines, PCB, certains pesticides, etc.) persistent aussi dans le compost ou les digesta de méthanisation (si les matières entrantes étaient polluées ou souillées). Le risque est a priori plus élevé là où des rejets médicaux, artisanaux et industriels ou hospitaliers sont rejetés sans contrôle dans les réseaux d'assainissement collectif et là où le risque d'accident industriel est plus élevé (des bassins-tampon, recueillant par exemple les eaux d'extinction d'incendie limitent le risque, mais il faut en gérer le contenu, et des rejets pirates sont encore difficiles à prévenir voire à détecter. Par exemple en France, la seule collecte des amalgames dentaires, bien qu'encore imparfaite a beaucoup fait diminuer le taux de mercure dans les boues urbaines[26]. La directive de 2008 fixe des règles concernant le risque pathogène. Elle fixe aussi des valeurs limites pour 7 métaux lourds (cadmium, cuivre, nickel, plomb, zinc, mercure et chrome) à ne pas dépasser dans le sol et dans les boues ; Les boues doivent être traitées, ou peuvent à certaines conditions être injectées dans le sol. La plupart des États-membres ont édicté des règles et normes plus exigeantes que la directive, dont pour des paramètres non évoqués par la directive.
- les pathogènes (bactéries, parasites, virus, prions) & allergènes : Les travailleurs mal protégés manipulant des boues peuvent être exposés (inhalation, contact via blessures…) à certains spores de champignons microscopiques (moisissures) et actinomycètes allergènes ou à des pathogènes (parasites ou leurs œufs, bactéries, prions, virus) ou toxines (exemple : Aflatoxines, endotoxines) et allergènes libérés par ces organismes[30],[31],[32],[33]. 
À titre d'exemple, en avril 2020, l'ANSES a en France recommandée d'attendre la fin de la pandémie de Covid-19 pour épandre les boues non-traitées (hygiénisées) sur les champs, mais en jugeant le risque de contamination par le SARS-CoV-2 « faible à négligeable » pour celles qui ont subi un traitement hygiénisant conforme à la réglementation. L'ANSES ne disposait pas de données permettant de savoir à partir de quelle durée de stockage le virus serait inactivé[34]. 
Après qu'en mars une corrélation ait été montrée entre le taux de SARS-CoV-2 dans les eaux usées et l'évolution de la maladie a été démontrée, un Observatoire épidémiologique de la présence du virus SARS-CoV-2 dans les eaux usées (dit Réseau Obépine) a ensuite été lancé (le 5 mars en région parisienne, par le laboratoire Eau de Paris, des universitaires (Sorbonne) et l'Institut de recherche biomédicale des armées, avec une aide financière de 500 000 euros du Comité analyse recherche et expertise, et de 3,5 millions d'euro du MESRI) : au 17 novembre 2020, sur les 158 stations d'épuration nécessaires pour établir en un maillage représentatif pour surveiller le SARS-CoV-2 dans les eaux usées, 82 sites de prélèvements sont déjà recrutés et sept laboratoires agréés[35]. Ce réseau aidera à évaluer le taux d'asymptomatiques, et à suivre et prévoir l'évolution des foyers épidémiques, parfois avec plusieurs jours ou semaines d'avance. Fin 2020, « Obépine » devrait faire 300 à 600 analyses par semaine, qui renseigneront aussi d'autres maladies épidémiques telles que la gastro-entérite ou la grippe saisonnière[35],[36]. Une banque d'eaux usées est également prévue car « Contrairement aux Italiens qui ont pu déterminer que le virus circulait chez eux dès le mois de décembre 2019, grâce à des échantillons d'eaux usées qui avaient été conservés, il nous est impossible de remonter aussi loin. Nous ne savons pas quand le virus est arrivé. L'information a été perdue » note Vincent Maréchal (virologue à Sorbonne Université et cofondateur de cet observatoire)[35].

- les produits chimiques toxiques persistants, ou radioactifs : dans les zones d'épandages ou de stocks de boues et à leur aval, certains produits chimiques, organométalliques ou radionucléides présents dans les boues peuvent être concentrés et exportés dans l'environnement par la combinaison de processus naturels de bioturbation et de bioconcentration (par les champignons notamment[37]). Les boues sont souvent chaulées, ce qui limite, dans une certaine mesure, et dans un premier temps, la biodisponibilité des métaux (qui circulent mieux dans les substrats acides).
- les Antibiotiques : ceux-ci étant de plus en plus utilisés en médecine humaine et vétérinaire, ainsi que sur des cultures fruitières et végétales ou en pisciculture, leurs résidus sont retrouvés dans les stations d'épuration. Dans les excréments (humain et animal) sont retrouvés un nombre croissant de microbes devenus antibiorésistants, voire extrêmophiles. En sortie de STEP, les boues d'épuration en contiennent (tout comme certains fumiers animaux ou digestats)[38]. Le co-compostage avec des déchets verts ne les éminent pas entièrement, ni la méthanisation (ce sont souvent des organismes anaérobies). On a récemment montré que leur épandage comme amendement et « engrais naturels » affecte les communautés microbiennes du sol, au détriment de leur biodiversité, et en y favorisant l'apparition de souches antibiorésistantes « qui peuvent conduire (indirectement) à des maladies infectieuses incurables chez les humains et les animaux ». On observe que le nombre de gènes d'antibiorésistance croît dans les zones d'épandage[38]. Et de tels gènes sont maintenant détectés à tous les stades de traitement des eaux usées municipales. C'est devenu un risque sanitaire majeur en Chine « qui a utilisé en 2010 environ 15 000 tonnes d'antibiotiques pour son élevage en 2010 (et devrait doubler son utilisation en 2030) »[38]. Selon une étude récente (2016), sur les sites testés en Chine au-delà de 4,5 tonnes de boues apportée par hectare, l'antibiorésistance s'aggrave chez les microbes du sol. Plus les épandages se répètent plus la situation s'aggrave[38]. La diffusion rapide et mondiale de ces microbes, s'explique par leur richesse en intégrons, des sous-ensembles génétiques que les bactéries s'échangent très facilement, notamment quand elles sont tressées, et qui codent un grand nombre de protéines sources de résistance aux métaux lourds, à divers polluants, aux antibiotiques et à d'autres biocides, grâce à d'autres éléments du génome (les transposons) ces paquets transmissibles de gènes de résistance, sont maintenant considérés comme les espèces invasives[39] et comme des polluants (en tant que puissants altéragènes biologiques), on peut les considérer comme agents mutagènes, et en raison de leur abondance croissante et de leur caractère envahissant, le Pr Michael Gillings (Pr. en évolution moléculaire au Département des sciences biologiques de l'Université Macquarie, en Australie) les classe parmi les polluants émergents devenus en quelques décennies préoccupants pour l'homme et pour les écosystèmes, en particulier les intégrons cliniques de classe 1 qui ont permis l'évolution et la dissémination de l'antibiorésistance dans le monde, via plus de 70 espèces bactériennes d'importance médicale[39]. Parmi ces dernières, il s'agit principalement de bactéries intestinales communes chez l'homme et les animaux domestiques, souvent pathogènes, et qu'on retrouve désormais jusqu'en Antarctique[39]. Les intégrons agissent en lien avec les transposons et avec les gènes de résistance aux métaux, aux désinfectants, biocides et antibiotiques, contribuant à la diffusion de bactéries extrêmophiles qui risquent d'être de plus en plus difficiles à combattre quand elles sont ou deviendront pathogènes[39]. « Des chercheurs recommandent de plus grands efforts pour éliminer les résidus d'antibiotiques dans les eaux usées et le fumier »[38] et la directive européenne de 2018 sur le déchets demande une gestion séparée des boues d'épuration.
- les perturbateurs endocriniens, qui peuvent être actifs à faible dose, avec notamment les résidus de pilules (action féminissante qui peut inhiber la reproduction de nombreuses espèces)

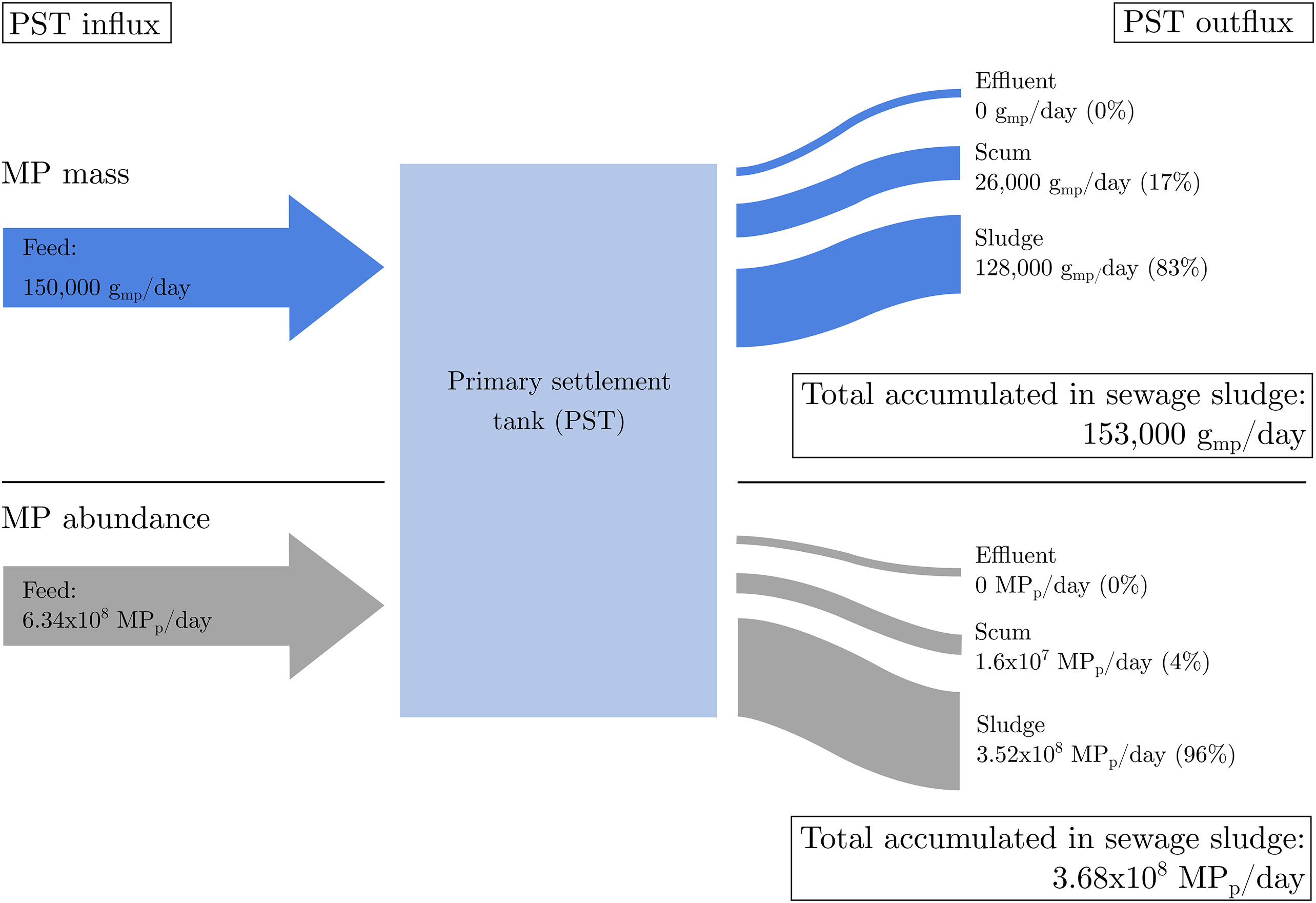
Schéma présentant (en) :
- à gauche : les taux et masse de microparticules de plastiques (MP) entrant avec les eaux usées dans la station d'épuration (PST) de Nash au royaume-Uni, pour environ 300 000 Équivalent-habitant de capacité de traitement ;
- à droite : taux et masse de microplastiques sortant de la station d'épuration ; 1) dans l'eau épurée, 2) dans l'écume (produite en faible quantité) et dans les boues d'épuration (massivement épandues sur des sols agricoles)
(Les pourcentages sont donnés en pour cent de boue sèche)

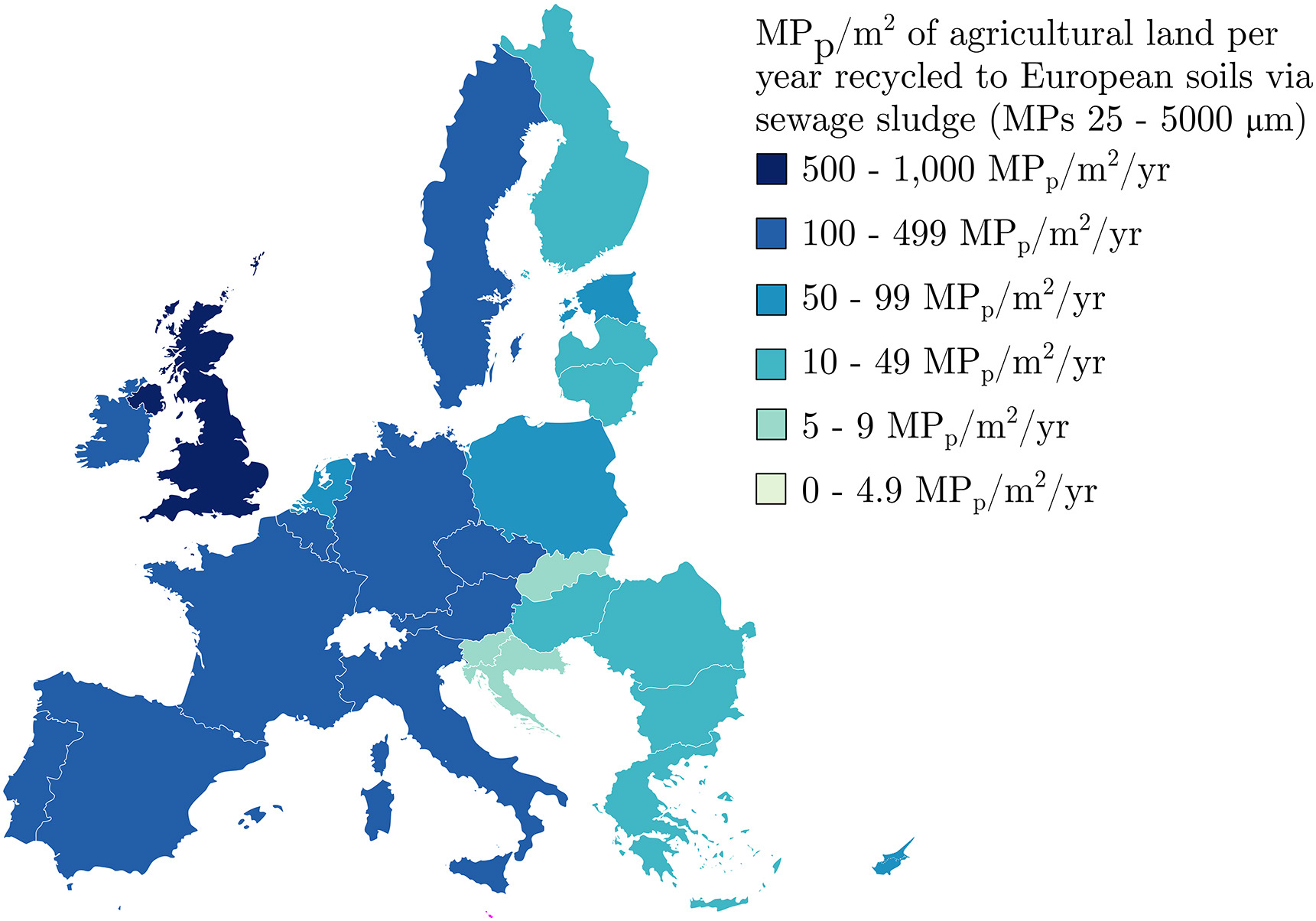
Carte de la pression relative des apports de microplastiques (MP) par épandage de boues d'épuration sur des sols agricoles européens, par nation (exprimé en particules de microplastiques (MPp)/m2/an.

- les microplastiques : Ils contiennent des colorants, des additifs dont certains sont des perturbateurs endocriniens, parfois non-dégradables et souvent lentement dégradables aux échelles de temps qui sont celles des organismes du sol. Ils peuvent absorber ou adsorber divers polluants dont des pesticides[40]. Les boues d'épuration (tout comme les paillages plastiques abandonné dans les champs[41], certains composts de déchets ménager ou industriels, ou certains digestats de méthanisation) en sont l'une des principales sources dans les sols cultivés (et en forêt dans certains pays). 
Ainsi, les boues d'épuration américaines contiennent au moins 300 000 particules de plastique par kilogramme de boue sèche, introduisant jusqu'à 70 kilotonnes de MNP par an dans les sols agricoles des seuls États-Unis[42]. Des sols utilisés par l'agriculture industrielle, contiennent jusqu'à 43 000 particules kg−1de divers polymères plastiques[43], avec des effets négatifs démontrés sur la vie du sol[44], sur le collembole et son microbiote intestinal par exemple[44], ainsi que sur sa capacité reproductive[44], avec donc des effets négatifs secondaires sur le réseau trophique, la formation de l'humus (et donc du puits de carbone du sol)[44].
- les PFAS : Des analyses des boues américaines ont mis en évidence la présence à des niveaux élevés de PFAS.

## Quantités

### En Europe
La commission européenne en 2003 avait un objectif de 75 % des boues épandues.
Les statistiques d'Eurostat (2019b) aggrègent celles des Etats de l'UE sur la production et l'élimination des boues d'épuration depuis 2009 et la Commission européenne évalue périodiquement l'application par chaque Etat-membre des directives de 1986, 1991, 1994… sur les boues d'épuration. Les statistiques remontantes proviennent de questionnaires, de même que les données servant à l'évaluation par la Commission européenne. Des rapports de la Commission européenne (ex : 2015, 2018 pour la période 2010-2015) synthétisent périodiquement les réponses envoyées par les Etats européens. Selon ces données, de 8 à 10 × 106 tonnes de boues d'épuration sèches (Tds) ont été annuellement produites par des stations d'épuration dans l'UE de 2009 à 2018.

### En France
La réglementation française impose que certaines statistiques soient faites et suivies,.
Au début des années 2000, le pays comptait environ 10 000 stations d'épuration dont plus des 3/4 traitaient une quantité d'eaux usées correspondant à moins de 2 000 EH. Chaque Français produirait 15 à 20 kg/an de boue (en matière sèche). Les boues urbaines représentaient environ 963 000 t/an de matières sèches (MS) pour la métropole en 2001, puis 1 100 000 t/an en 2004 (IFEN), mais M. Adler cite 807 000 t de MS/an en 2004. Le statut de déchets (et non de matériau ou matière première) des boues de station d'épuration implique une responsabilité du producteur et permet un contrôle par l'État de la qualité de ces boues et des épandages.
Il faut y ajouter 950 000 t/an de « boues issues d'effluents industriels » venant principalement :
- des papeteries (1 400 000 t de matières brutes dont environ 60 % (850 000 t) sont épandues (selon ADEME)[26]. Des projets de normes concernent des boues spécifiques dont les boues chaulées, papetières et séchées, considérées comme des MIATE (matières d'intérêt agronomique issues du traitement des eaux)[50]. D'après l'ADEME (en 2001), ces boues chaulées constituaient environ 30 % du tonnage total des boues produites en France[26]. Plus largement, les 1 400 000 t/an de boues papetières pourraient bientôt faire l'objet d'une norme[26] ;
- l'industrie alimentaire (branche C10 de la nomenclature françaises) avec 800 000 t/an[26] ;
- la chimie-pharmacie : 700 000 t/an[26] ;
- d'autres secteurs (textile, cuir…) : 800 000 t/an[26].

Le compostage des boues en France semble avoir fortement augmenté entre 2000 et 2010.
En 2000, seules 3 % des boues épandues l'étaient sous forme de compost (INRA), alors que l'IFEN estimait ce pourcentage à 5 % en 2001 puis à 16 % en 2004. Il était de 28 % en 2008 (selon la DEB). En 2004, 46 % des boues urbaines étaient épandues (sur environ 3 % de la SAU française) et 16 % l'étaient après compostage. L'incinération comptait pour 16 % et la mise en décharge pour 21 %, mais la loi Grenelle 1 vise à diminuer la mise en décharge et l'incinération des déchets (-15 % d'ici à 2012, selon la loi Grenelle I qui prévoit « Un cadre renforcé pour la gestion de proximité de déchets spécifiques : mâchefers, boues de stations d'épuration et de co-incinération, bois traités, sédiments de dragage et curage »). De plus, la future réglementation européenne sur le recyclage du phosphore devrait imposer la mono-incinération des boues (leur incinération avec d'autres matériaux sera interdite).

## Prospective, R&D, filières alternatives

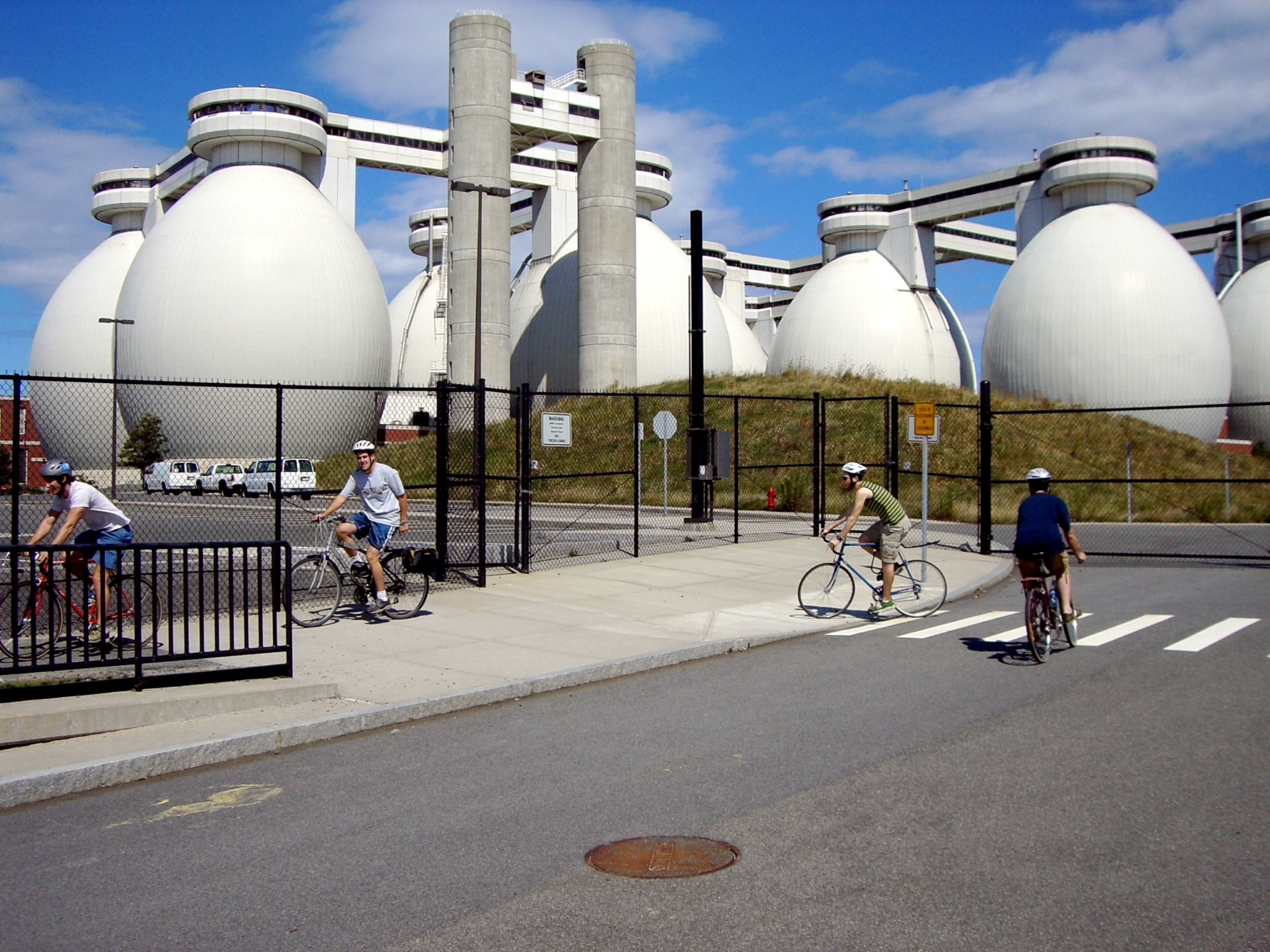
Digesteurs de boues d'épuration en Hollande.

Pour diminuer ou sécuriser ou mieux valoriser la production de boues, diverses alternatives sont testées ou autorisées
- Gazéification ;
- Pyrolyse ;
- Méthanisation/digestion anaérobie, en digesteurs ;
- Oxydation par voie humide ;
- Séchage solaire ;
- Brûlage en cimenterie ;
- Incorporation et inertage dans des matériaux de construction, éventuellement avec des sédiments ou des cendres d'incinération[52] ;
- filtres plantés de végétaux (hélophyte de type roseaux, dans une structure de type lagunage).

### Boues comme ressource «minière»
Une autre piste de valorisation est de considérer la boue comme un minerai pour en extraire des métaux précieux, car on y trouve notamment de l'or, de l'argent et d'autres métaux commercialement intéressants. Une récente étude de chercheurs de l'Arizona State University (ASU) quantifié les métaux des boues d'épuration de grandes villes américaines y a trouvé des éléments rares (Y, La, Ce, Pr, Nd, Pm, Sm, Eu, Gd, Tb, Dy, Ho, Er, Tm, Yb, Lu), mais avec un facteur d'enrichissement qui n'est que de 1 (ce qui laisse penser que ces éléments proviennent simplement du sol). Les chercheurs ont aussi trouvé des quantités significatives d'autres éléments, dont des métaux précieux (équivalent à une valeur de 13 millions de dollars par an pour une ville d'un million de personnes, dont 2,6 millions de dollars en or et d'argent. Le platine et les métaux du groupe du platine sont ceux pour lesquels le facteur d'enrichissement est le plus élevé, ce qui signe une source anthropique (ils peuvent notamment provenir des pots catalytiques et des chimiothérapies). Beaucoup de particules colloïdales d'oxydes métalliques y sont trouvés (particules <100-500 nm de diamètre). Et selon une modélisation incluant des indices de faisabilité et rentabilité technicoéconomiques, les éléments financièrement les plus intéressants à récupérer sont Ag, Cu, Au, P, Fe, Pd, Mn, Zn, Ir, Al, Cd, Ti, Ga et Cr (valeur combinée totale : 280 dollars par tonne de boue, soit 8 millions de dollars pour une ville d'un million de personnes). Plusieurs millions de tonnes de boues sèches sont produites annuellement en Amérique du Nord. Une tonne de boues contenaient 16,7 grammes d'argent et environ 1/3 de gramme d'or, mais ces métaux précieux y sont cependant présents sous forme dissoute ou en particules microscopiques à ce jour très coûteusement récupérables. Polluer l'environnement avec ces métaux a aussi un coût. Une ville japonaise (Suwa dans la préfecture de Nagano) abritant de nombreuses entreprises produisant des équipements de précision a tenté d'extraire cet or ; elle aurait recueilli presque de 2 kg d'or par tonne de cendre de boues incinérées (avec une teneur en or plus élevée que dans le minerai produit par de nombreuses mines du monde. D'autres voies de valorisation sont à l'étude. Une usine suédoise évalue la faisabilité d'utiliser les boues pour produire des bioplastiques et un modèle d'incinérateur produisant de l'eau potable et de l'électricité a été promu par la Fondation Bill & Melinda Gates qui a cofinancé le projet.
Le phosphore, ressource non renouvelable et présent en grande quantité dans les boues d'épuration, pourrait cependant devenir aussi précieux que l'or et l'argent ! Différents scientifiques et les associations de producteurs estiment la durée de vie des réserves de roches phosphatées de 50 à 270 ans. Mais dès aujourd'hui, l'enjeu de recyclage du phosphore dans les boues d'épuration est important pour plusieurs raisons : diminution de la quantité de phosphore dans l'eau rejetée en sortie des stations d'épuration et les risques de pollution associés, réduction des coûts liés à l'épandage des boues, création de valeur grâce à la production d'engrais et surtout, autonomie vis-à-vis de la ressource en phosphore permettant de réduire la dépendance vis-à-vis des pays qui en détiennent les gisements… Les recherches s'intensifient pour valoriser les fractions de phosphore présentes dans les boues de station d'épuration (mais aussi dans les effluents d'élevage). À l'issue de plusieurs projets pilotés par Irstea de 2013 à 2018, de nouveaux procédés d'extraction voient le jour permettant de recycler jusqu'à 75 % du phosphore des boues, contre 20% à l'origine. « Le principe consiste à dissoudre et dissocier le phosphore de la matière organique grâce à un acide, le cristalliser puis le filtrer pour le récupérer sous forme minérale, directement utilisable comme engrais ». Les chercheurs privilégient une acidification biologique, via les bactéries, moins coûteuse que les procédés issus de la chimie.

## Statut juridique, législation
Statut : selon les époques ou les pays, ou le type de boues, les boues de station d'épuration sont juridiquement considérées comme des déchets ou comme "des matières premières secondaires".
Dans tous les cas elles font l'objet d'une législation spécifique qui encadre leur devenir : mise en décharge, incinération, épandage sur des sols agricoles comme matière fertilisante (lorsque les boues constituent des amendements organiques, et à certaines conditions).
En Europe :
- « Les boues d'épuration sont réutilisées lorsque cela s'avère approprié. Les itinéraires d'évacuation doivent minimiser les effets négatifs sur l'environnement. Les autorités compétentes ou les organes appropriés veillent à ce que, au plus tard le 31 décembre 1998, le rejet des boues provenant de stations d'épuration des eaux urbaines résiduaires fasse l'objet de règles générales ou soit soumis à enregistrement ou à autorisation »[60].
- Le projet de directive « promotion des énergies produites à partir de sources renouvelables » comprend une définition de la biomasse, incluant la fraction fermentescible des déchets municipaux.

En France :
- l'élimination des boues produites dans les stations d'épuration des eaux usées domestiques fait partie des missions du service public d'assainissement et relève de la responsabilité des communes (Art. L 2224-8 du CGCT) ;
- les communes autorisent ou non le déversement des eaux industrielles dans les réseaux publics, en principe interdit. (Art. L 1331-10 du CSP) ;
- Sont réglementés ;
  - L'épandage des boues au regard de la législation sur l'eau
  - L'épandage des boues industrielles
  - Les boues considérées comme déchets (directives, lois, arrêtés, décrets)
  - La mise en décharge de déchets (Directive n° 1999/31 du 26/04/99 sur la mise en décharge des déchets. Loi n° 92-646 du 13/07/92 relative à l'élimination des déchets ainsi qu'aux ICPE (art. L 541-24 du CE) : seuls les déchets ultimes sont admis en CET de classe II à compter du 01/07/02. Arrêté du 09/09/97 modifié le 19/01/06 relatif aux installations de stockage de déchets non-dangereux : catégorie D et annexe II : les boues doivent contenir au moins 30 % de matière sèche)
  - Les boues considérées comme produits (plusieurs textes)
  - Les installations de compostage (plusieurs arrêtés et décrets)
  - Les installations d'incinération (Directive n° 2000/76 du 04/12/00 relative à l'incinération des déchets, Arrêté du 20/09/02 relatif aux installations d'incinération et de co-incinération de déchets non dangereux. Art. R 511-9 du CE : nomenclature des installations classées rubrique 322-B-4.)
  - Les unités de séchage (norme norme ATEX 137 99/92/EG depuis juillet 2003, et études de sécurité HAZOP (HAZard and OPerability), + validation par un organisme agréé par l'INERIS).

En France, les boues urbaines sont classifiées sous le code déchet 19 08 05, alors que les boue industrielles sont classifiées sous le code déchets 19 08 12 (pour les boues issues d'un traitement biologique) ou sous le code 19 08 14 (pour les boues issues d'un traitement non biologique). Elles relèvent notamment aussi des SATEGE et peu à peu des PRPGD et des SRB en émergence.

## Fiscalité et boues
En France comme ailleurs, la profession agricole est souvent réticente à l'épandage de certaines boues susceptibles de contenir des polluants métalliques et/ou organiques non biodégradables, des perturbateurs endocriniens, des microbes résistants aux antibiotiques, etc.
La loi sur l'eau et les milieux aquatiques du 30 décembre 2006 a donc créé un « fonds de garantie boues » permettant aux agriculteurs et propriétaires fonciers d'être indemnisés en cas de dommages agroécologiques imprévus causé par un épandage (si ces dommages ne sont pas pris en charge au titre des contrats d'assurance de responsabilité civile du producteur des boues épandues). Une taxe alimente ce fonds. Elle est payée par les collectivités productrices de boues urbaines ou par les entreprises délégataires – et les exploitants du secteur de l'industrie alimentaire ou du papier faisant construire des stations d'épurations (qui produiront des boues industrielles).
En 2012 (mars) le Conseil d'État a été saisi d'une question prioritaire de constitutionnalité par des acteurs de l'industrie papetière sur l'article L. 425-1 du Code des assurances relatif au fonds de garantie des risques liés à l'épandage agricole des boues d'épuration urbaines ou industrielles. Le 8 juin (2012) le Conseil constitutionnel a jugé l'article conforme, mais avec une réserve d'interprétation concernant l'assiette de la taxe sur les boues d'épuration (taxe qui alimente ce fonds de garantie mais vise aussi à développer la valorisation agricole comme débouché aux boues).
En 2009, un décret du 18 mai fixe le taux d'imposition sur la base de la quantité de matière sèche des boues produites annuellement (qui n'est pas nécessairement la quantité de boues épandues), système contesté par certains papetiers étant dans l'incapacité juridique et/ou technique d'éliminer par voie d'épandage la totalité de leurs boues. Le Conseil d'État a retenu « le grief de l'inadéquation de la taxe à son objet pour émettre une réserve d'interprétation ».
En 2015 (juillet), un rapport du CGEDD titré « Les épandages sur terres agricoles des matières fertilisantes d'origine résiduaire » préconisait d'élargir ce fonds de garantie à d'autres matières résiduaires épandables pour sécuriser les agriculteurs.
En 2016, un rapport parlementaire d'information, de Rémy Pointereau (sénateur du Cher) invite à « mieux utiliser les moyens du fonds de garantie boues ». Le rapporteur note que l'une des 90 mesures de simplification administrative retenues pour les entreprises est de supprimer cette taxe (dont le coût de recouvrement par les services du Trésor public est élevé) mais il estime que « cette suppression n'est pas recevable par la profession agricole qui considère que cette taxe, pour les territoires où les boues sont épandues en agriculture, est une garantie nécessaire à la pérennité de cette pratique, dont les coûts de mise en œuvre sont sans commune mesure avec les autres filières d'élimination des boues ». Le rapport pointe - en cas de suppression de la taxe - un risque d'augmentation du prix de traitement de l'eau et donc des factures, et une remise en cause des plans d'épandage. Ceci priverait certains industriels et les collectivités d'une partie des voies de recyclage final des boues d'épuration.